# La novillada
La novillada (« La Course de jeunes taureaux »), est une peinture de Francisco de Goya réalisée en 1780 à l'époque où il s'essayait lui-même à la tauromachie (époque de sacripant). Elle fait partie de la quatrième série des cartons pour tapisserie destinée à l'antichambre du Prince des Asturies au Palais du Pardo.

## Contexte
Goya était un aficionado et il fréquentait le monde de la tauromachie considéré alors comme « le refuge de la canaille où vauriens ruffians et aventuriers sont à l'aise. » Il fait une description du tableau La Novillada en indiquant qu'il s'agit d'une passe de cape à laquelle participent plusieurs jeunes gens, sans toutefois se nommer lui-même alors qu'il s'est plus ou moins autoportraituré. Il a par la suite fait plusieurs portraits de toreros dont le plus connu est celui de Pedro Romero.

## Historique
Tous les tableaux de la quatrième série sont destinés à l'antichambre du Prince des Asturies, c'est-à-dire de celui qui allait devenir Charles IV et de son épouse Marie Louise de Parme, au palais du Pardo. Le tableau fut livré à la Fabrique royale de tapisserie le 24 janvier 1780 et reçu par son directeur, Cornelio Vandergoten. Par un document daté du  2 octobre 1777, mais dont on ne connait pas la provenance, il est dit que la tapisserie La Novillada devait être accrochée sur le mur sud de l'antichambre des princes à côté d'une autre tapisserie : El Resguardo de tabacos. 
Il fut considéré perdu jusqu'en 1869, lorsque la toile fut découverte dans le sous-sol du Palais royal de Madrid par Gregorio Cruzada Villaamil, et fut remise au musée du Prado en 1870 par les ordonnances du 19 janvier et du 9 février 1870, où elle est exposée dans la salle 91. La toile est citée pour la première fois dans le catalogue du musée du Prado en 1876.
La série était composée de El Ciego de la guitarra, El Columpio, Las Lavanderas, La Novillada, El Resguardo de tabacos, El Muchacho del pájaro et El Niño del árbol, Los Leñadores, El Majo de la guitarra, La Cita, El Médico, El Balancín et deux cartons perdus, El Perro et La Fuente.

## Description
C'est une fête semblable aux Taureaux de Carabanchel de  Francisco Bayeu. L'historien José Camón Aznar y voit un rapport avec les souvenirs de jeunesse de Goya (époque où il s'essayait à la tauromachie). On dit que les couleurs vives rendaient fous les tisserands de la fabrique royale chargés de composer les tapisseries d'après l'esquisse de Goya. 
L'ensemble présente un groupe de jeunes gens en costume coloré, et dans le personnage principal qui tourne la tête vers les spectateurs, on a vu un portrait de l'artiste lui-même. C'est également ce qu'affirme Claude Pelletier : « Témoin de son temps, Goya fut probablement torero amateur dans sa jeunesse. Il s'est représenté ici en costume rouge, dans le personnage principal de cette humble novillada. »
Les couleurs vives sont caractéristiques de la « première période » de Goya, de même que l'abondance de Majos qui étaient, selon la circonstance, soit des gens du peuple, soit des nobles vêtus comme tels. Édouard Manet a donné la description dans un de ses tableaux les plus connus, Jeune Homme en costume de majo. Les majos et majas étaient connus pour leur recherche vestimentaire inspirées des coutumes populaires.
Toutefois, le directeur  de la fabrication, Cornelio Vandergoten, donne une version différente de Goya sur l'interprétation de la scène. Selon lui, les personnages seraient ici dans une position de tirage au sort (sorteo).
La Balançoire et La Novillada pourraient représenter un passage écrit par Nicolás Fernández de Moratín, père de Leandro, dans le poème clandestin Arte de las putas : 
« Huya el diestro costumbre tan maldita

dé siempre el hurgonazo de pasada

a Cándido incitando, el gran torero

qué, por la pronta, es limpia su estocada »
— Nicolás Fernández de Moratín, Arte de las putas (II, 135-138)
        
« Fuyez de cette bonne habitude si maudite

donnez toujours un coup de râble en passant

en incitant Candide, le grand torero

dont, tout d'un coup, l'estocade est propre »
Cependant, selon Jeannine Baticle, Goya n'aurait commencé à fréquenter les Lumières de la capitale qu'à partir de 1779, et il est probable qu'il n'ait eu accès à ce poème — écrit au début des années 1770 — qu'à travers eux, et donc après la réalisation de ce carton.

## La tauromachie de Goya
Outre La Tauromaquia, Goya a été très inspiré par les jeux tauromachiques populaires. On trouve plusieurs répliques de ses Enfants jouant au taureau dont une au musée Lázaro Galdiano  de Madrid ; Le Picador, est une huile sur toile (56 × 47 cm) se trouvant au musée du Prado qui serait une étude pour un tableau plus grand destiné à la Almeda de Osuna intitulé : Choix de taureaux. 
Après sa maladie qui le rend sourd, Goya se consacre presque uniquement à la tauromachie lors d'un séjour en Andalousie en 1790. Il en sortira une série de douze petits tableaux sur métal intitulés Scènes de divertissements nationaux qu'il présente comme le moyen « d'occuper son imagination mortifiée. » On a coutume de désigner huit de ces petits tableaux qui forment un ensemble cohérent vingt ans avant la Tauromachie gravée sous le nom de Série Torrecilla, nom du marquis auquel cette collection avait appartenu.
Les œuvres sur la corrida sont innombrables et pas toujours très bien localisées. Beaucoup sont dans des collections particulières comme La Pose des banderilles (1793-1794, huile sur fer blanc, 43 × 31 cm).